# Wurftechnik (Handball)
Es gibt vier Wurftechniken im Handball:

## Schlagwurf

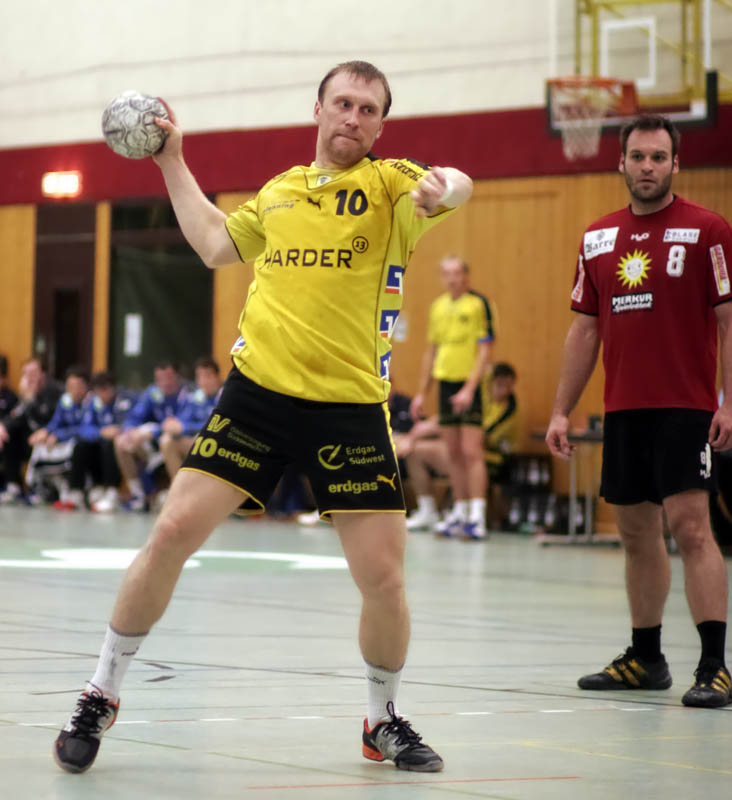
Ein Schlagwurf beim Siebenmeter

Der Schlagwurf, manchmal auch Stemmwurf oder Kernwurf genannt, ist die Grundtechnik des Werfens im Handball. Auf dieser Wurftechnik basieren alle weiteren Würfe. Der ballführende Spieler wirft aus dem Stand, d. h. beide Füße haben Bodenkontakt.
Die drei Phasen des Schlagwurfes
1. Das linke Bein (für Rechtshänder) steht leicht nach innen gedreht in Schrittstellung. Der Ball befindet sich vor dem Körper. Der Ball wird nun mit der Wurfhand nach hinten über den Kopf geführt. Der Wurfarm ist nahezu gestreckt, der Ellbogen befindet sich in etwa auf Schulterhöhe, sollte aber 90° nicht unterschreiten[1]. Die linke Schulter zeigt leicht nach vorne, der Oberkörper befindet sich in einer Bogenspannung (leichtes Hohlkreuz).
2. Über das Auflösen der Bogenspannung und die Aktivierung der Bauchmuskulatur wird der Oberkörper nach vorne beschleunigt. Durch die Rotation im Oberkörper wird dabei zusätzlich Energie gewonnen. Mit dem Armzug und durch das Nachgehen im Handgelenk wird der Ball weiter beschleunigt und erhält seine Richtung.
3. Der Schwung wird mit dem rechten Fuß (für Rechtshänder) abgefangen. Der Blick bleibt in Wurfrichtung, kein Wegdrehen.

Diese Wurfform ist der härteste Wurf im Handball. Dabei können Ballgeschwindigkeiten bis 130 km/h erreicht werden. Mit reduzierter Kraft wird er häufig als Pass gespielt.

## Sprungwurf

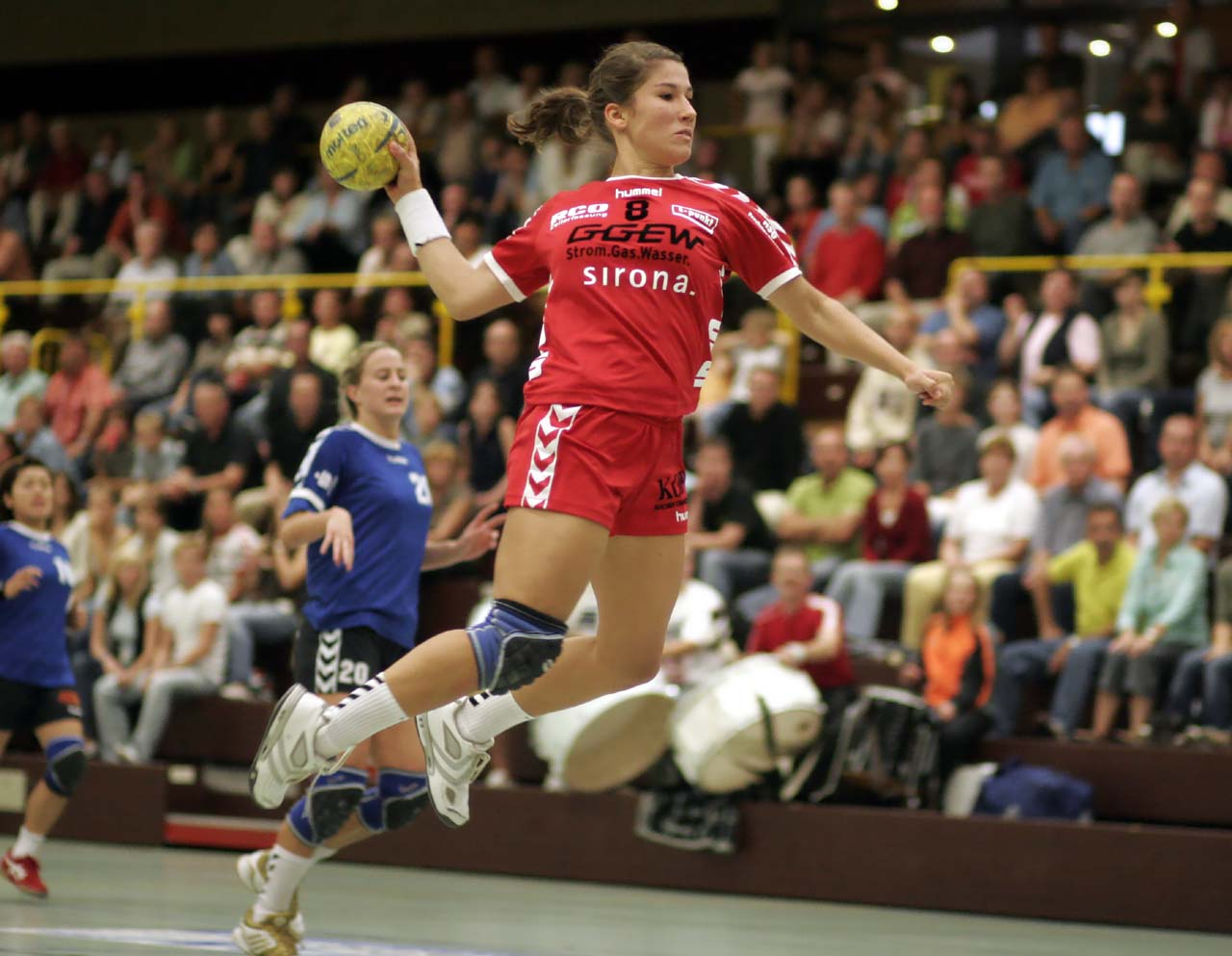
Sprungwurf beim Abschluss eines Tempogegenstoß

Der Sprungwurf wird in drei Phasen unterteilt:
1. Vorbereitungsphase: Diese setzt sich zusammen aus dem Anlauf, dem Absprung und dem Zurückführen des Wurfarms. Der Absprung wird üblicherweise mit einem Dreischrittrhythmus eingeleitet. Mit dem letzten Schritt und in der Steigephase wird der Arm nach hinten oben geführt. Das rechte Knie wird zur Schwungverstärkung seitlich außen (Abspreizwinkel ca. 45°) mit angewinkelt, hochgezogen und dient gleichzeitig der Stabilisation.
2. Hauptphase: In der Luft gleicht der Wurf dem Schlagwurf, der Ball wird am Kopf vorbei über Bauchmuskulatur (Bogenspannung), Oberkörperrotation, Armzug und Nachklappen des Handgelenks nach vorne beschleunigt. Der Ellbogen bleibt dabei auf Schulterhöhe, der Kopf in Wurfrichtung (kein Ausweichen/Wegdrehen, dem Ball bis zum Schluss nachschauen). Das rechte Bein stabilisiert die Wurfbewegung durch eine Gegenbewegung Richtung Hallenboden.
3. Endphase: Gelandet   wird beidbeinig oder wieder auf dem Absprungbein, das Schwungbein fängt die Vorwärtsbewegung dann ab.

Eine besondere Variante des Sprungwurfes ist der verzögerte Sprungwurf. Hansi Schmidt gilt als sein Erfinder. Dieser Wurf wird erst in der Sinkbewegung des Sprunges ausgeführt. Bei Schmidt war diese Wurfvariante allerdings das Ergebnis einer ausgekugelten Schulter.´
Beim zwei- oder beidbeinigen Sprungwurf wird zunächst das jeweils andere Bein an das Sprungbein herangezogen, der Absprung erfolgt mit beiden Füßen. Die übrige Ausführung gleicht er dem normalen Sprungwurf.

## Laufwurf
Der Laufwurf wird aus der Bewegung heraus wie der Schlagwurf ausgeführt, nur über das seitengleiche Bein. Ein Rechtshänder wirft also mit seiner rechten Wurfhand, jedoch nicht, wenn sein linkes Bein vorne steht, sondern sein rechtes. Da dieser Bewegungsablauf untypisch zum Schlagwurf ist, ist er gut geeignet, um den Torwart zu überraschen.

## Fallwurf

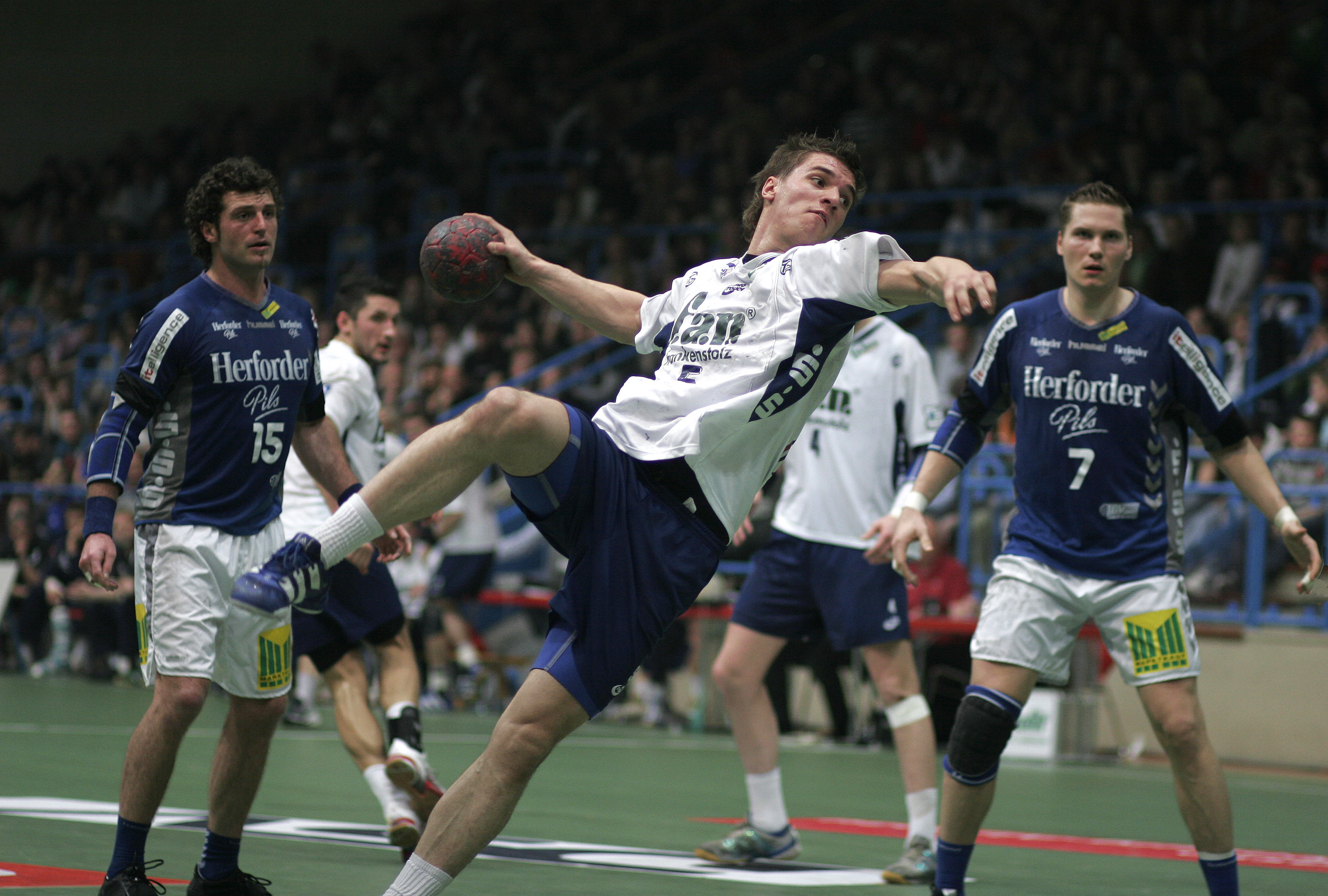
Ein Fallwurf eines Kreisläufers (Hannes Volk)

Der Fallwurf wird bei Würfen nahe der Torraumlinie bevorzugt angewendet. Es gibt zwei Arten der Ausführung: frontal oder aus der Körperdrehung heraus. Der Fallwurf ist streng genommen ein Schlagwurf aus der Fallbewegung. In einer frontalen Stellung stehen die Füße fast schulterbreit parallel nebeneinander, die Knie sind leicht gebeugt und der Oberkörper ist leicht vorgeneigt. Der Ball liegt in beiden Händen vor dem Körper; aber etwas mehr seitlich zur Wurfarmseite. Während die Wurfarmschulter zum Ausholen zurückgenommen wird, beginnt die Fallbewegung mit leichtem Vorbeugen der Knie. Während des Fallens werden die Beine gestreckt. Es kann damit ein kräftiges Nach-Vorne-(Oben-)Springen einhergehen, um sich von Verteidigern zu lösen und um eventuell einen besseren Wurfwinkel zu erreichen. Die Wurfarmschulter wird nun schlagartig nach vorne gebracht und der Ball dann etwa in Kopfhöhe geworfen. Das Abfangen des Körpers erfolgt beim Rechtshänder mit bodenwärts gerichtetem Blick zunächst durch Abstützen mit der linken Hand, danach zusätzlich mit der rechten. Eine andere Möglichkeit ist das Abrollen über den etwas niedriger gehaltenen und angewinkelten rechten Unterarm (Wurfarm), bei sehr späten Würfen auch über den gestreckten Wurfarm mit anschließender Rolle um die Körperlängsachse.

## Variationen gewisser Techniken

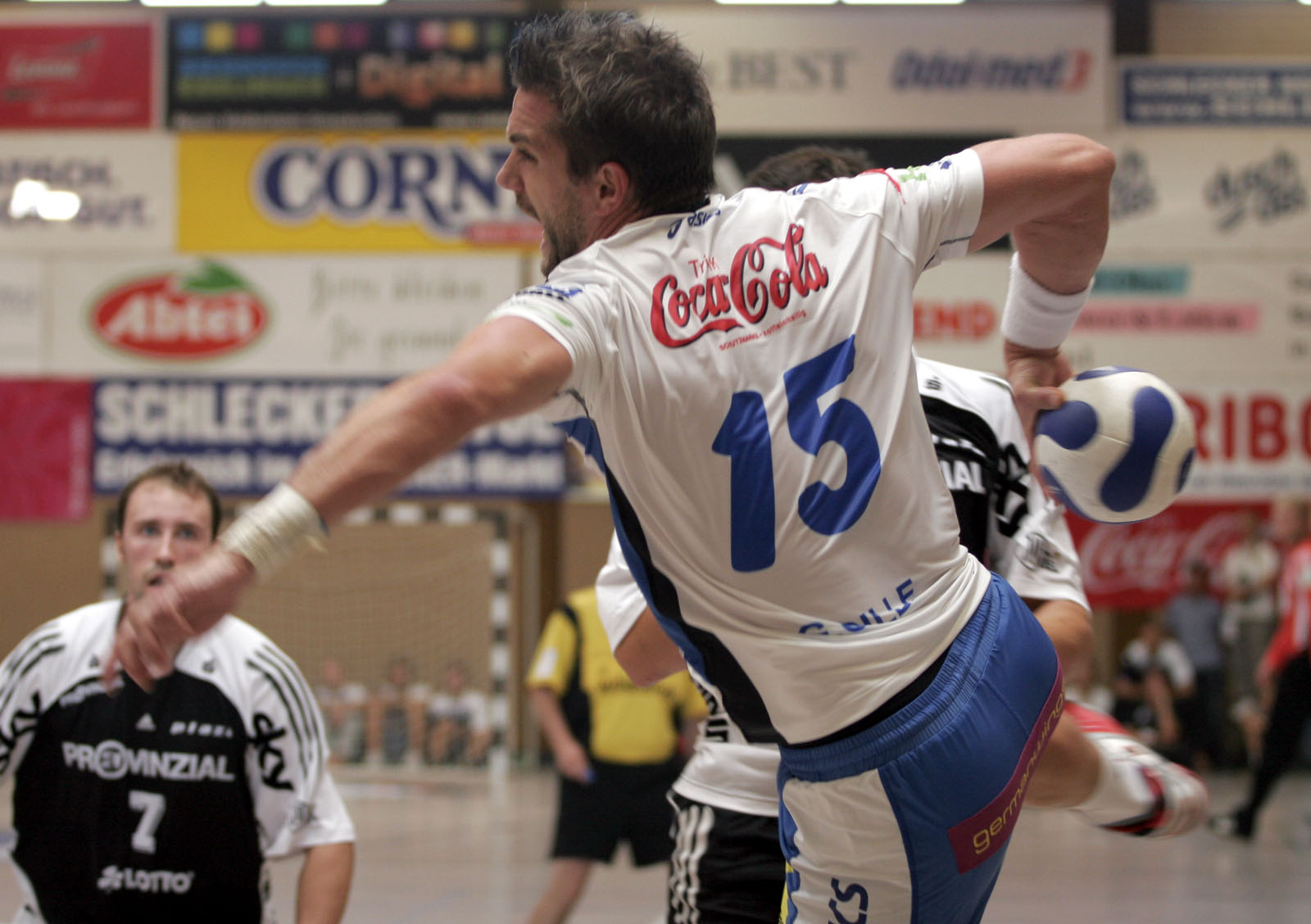
Ein „Dreher“, ausgeführt von Guillaume Gille

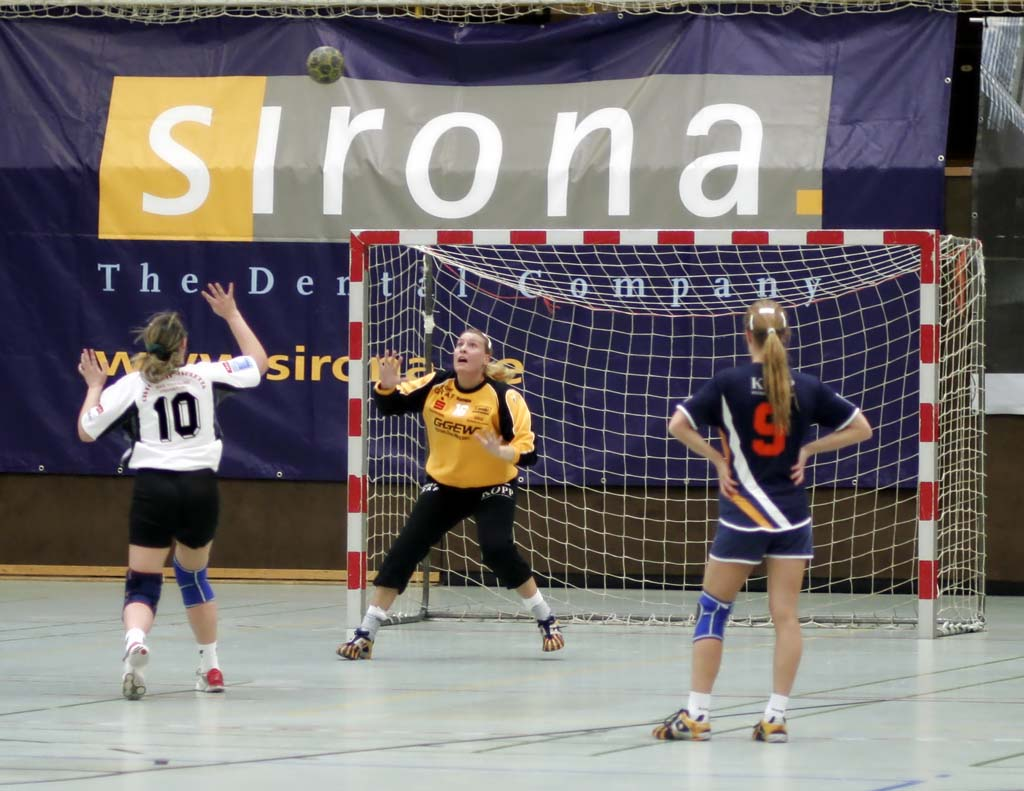
Ein „Heber“ beim Siebenmeter

- Schlenzer (Hüftwurf): Der Stemmwurf kann zu einem „Schlenzer“ abgewandelt werden. Hierbei wirft der Spieler „aus der Hüfte“, der Ball verlässt die Hand auf Hüfthöhe. Diese Art wird auch Unterarmwurf genannt.
- Kempa-Trick: Der ballführende Spieler passt auf einen in den Torraum springenden Spieler, der den Ball im Flug annimmt und wirft. Diese Variation ist vor allem bei Außenspielern beliebt.
- Dreher ("Wuzzler"): Der Spieler springt in den Kreis und versetzt den Ball so in Rotation, dass er nach dem Aufsetzen auf dem Boden die seitliche Flugrichtung ändert und am Torwart vorbei ins Tor springt.

Ausführung eines Drehers
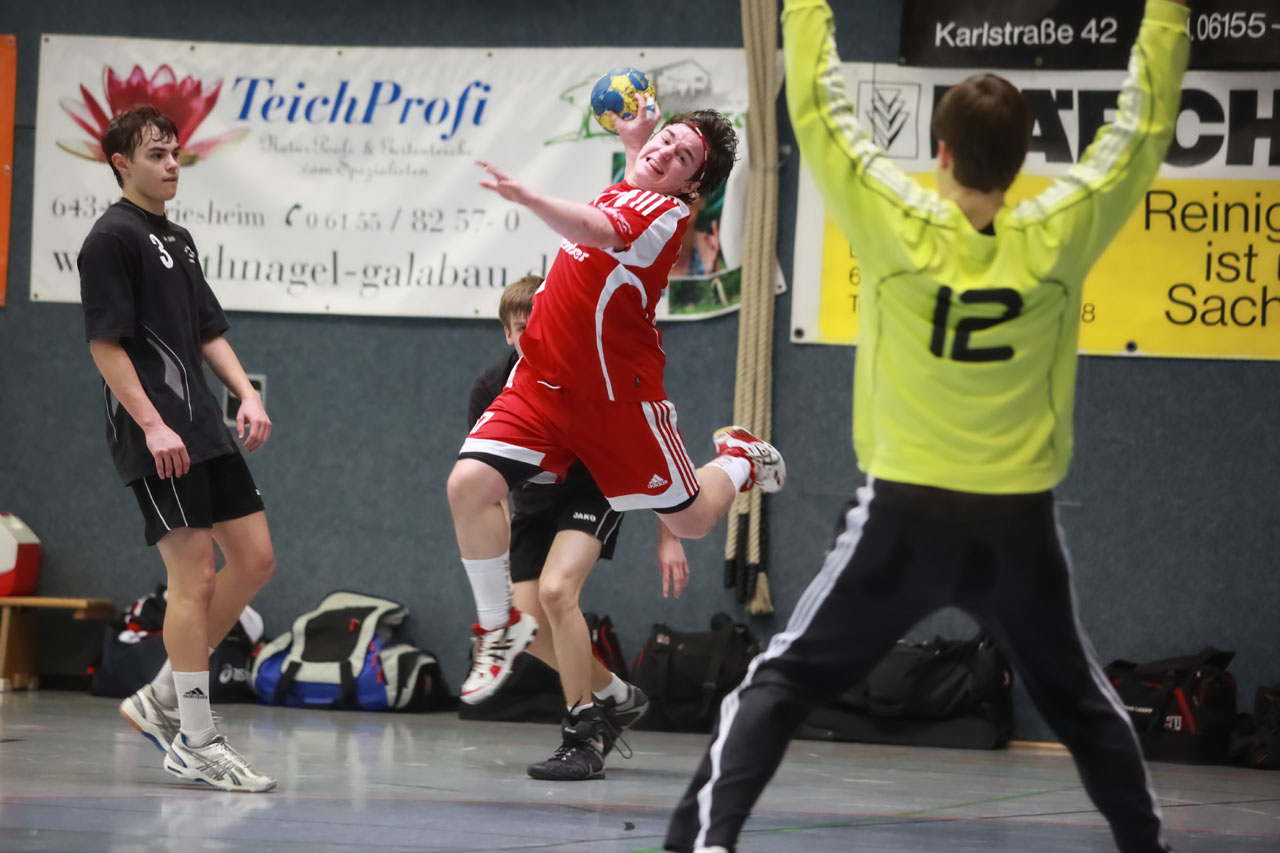
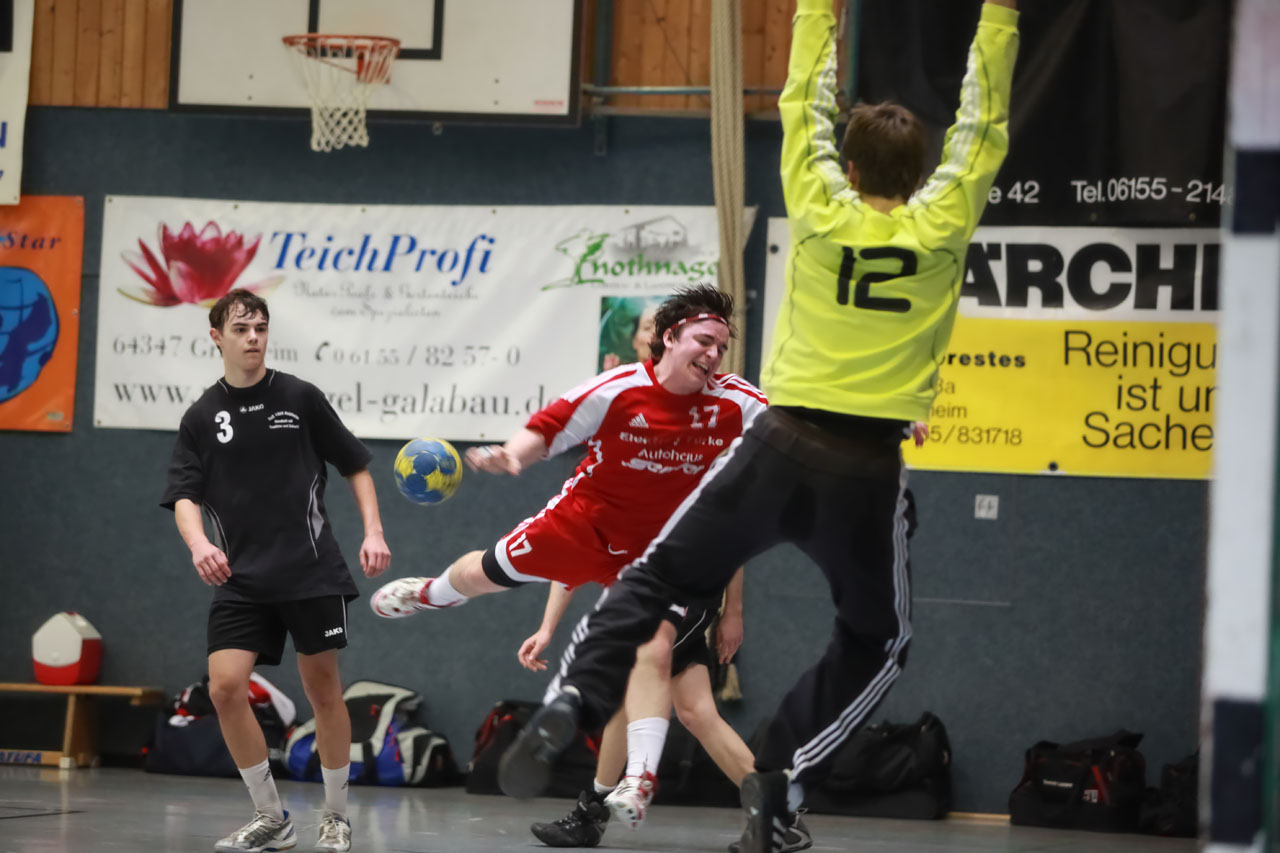
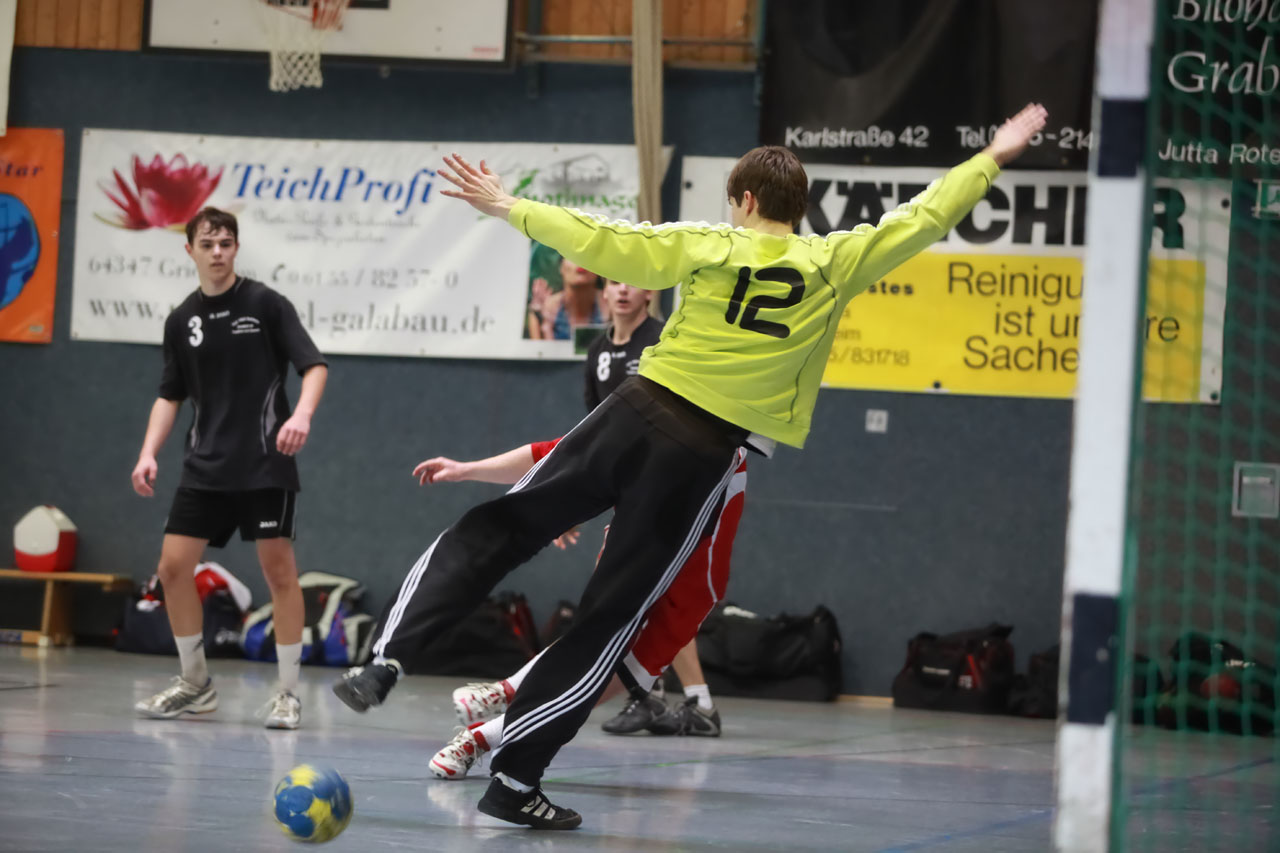
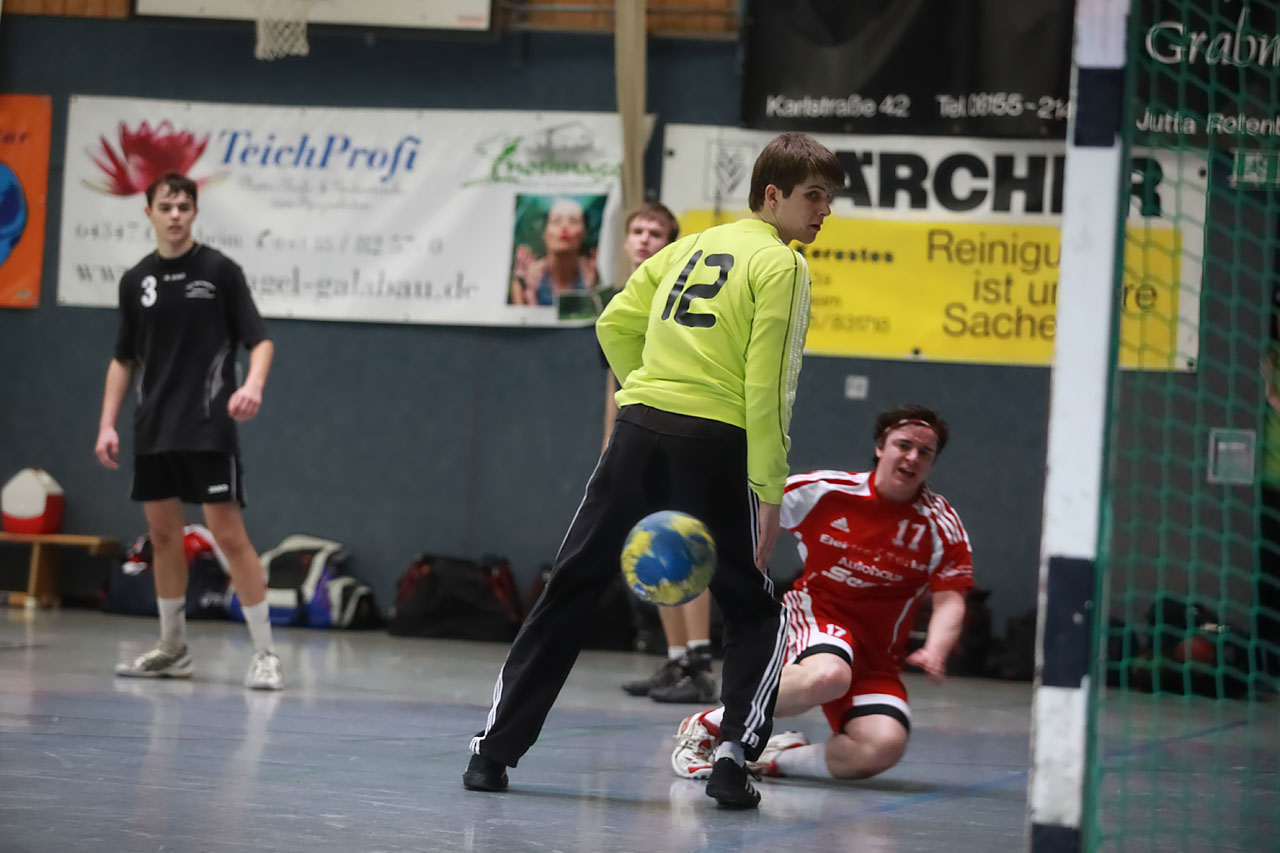
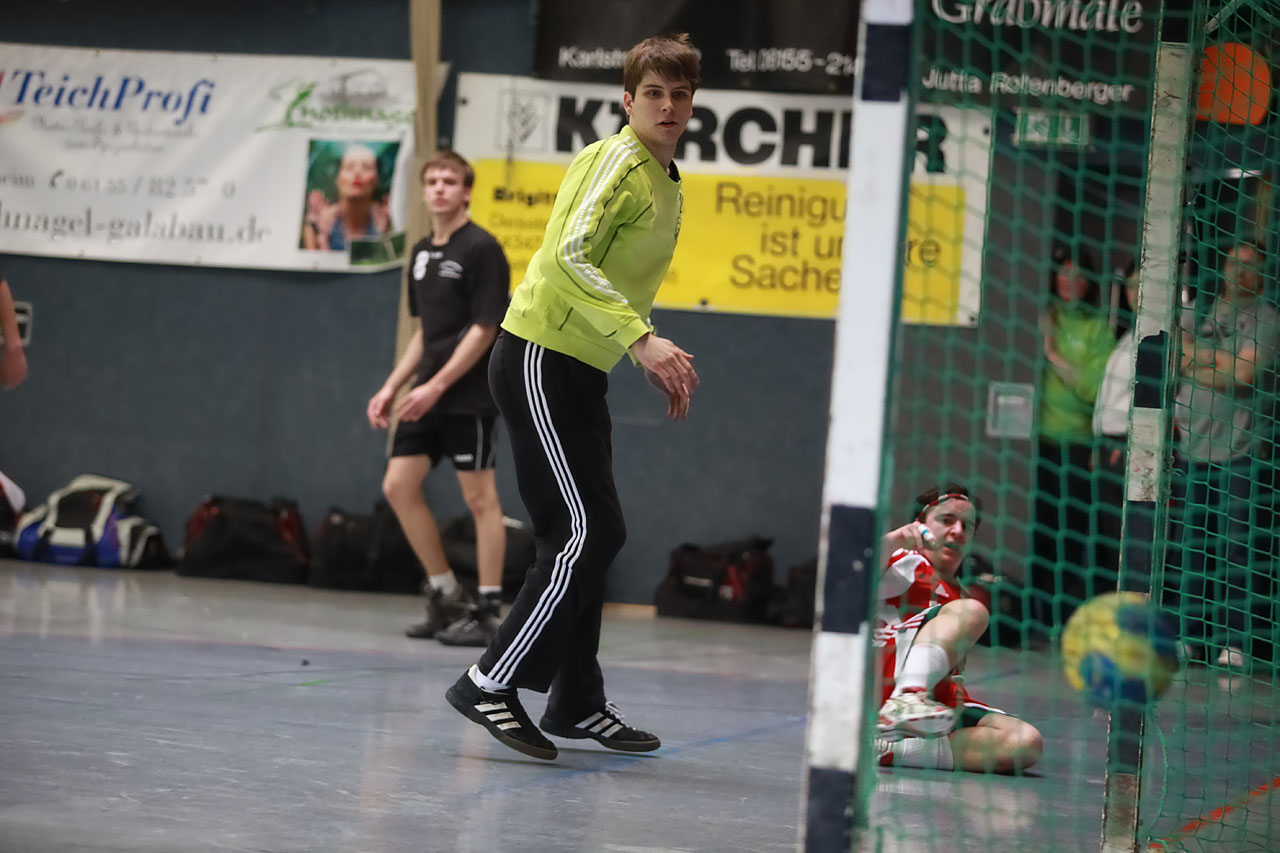

- Heber: Bei dieser Technik wird versucht, den Ball mit einer relativ steilen Flugkurve (siehe auch Bogenlampe (Sport)) über den Kopf des Torwarts hinweg aufs Tor zu werfen. Der Heber wird meist dann angewendet, wenn der Torwart aus seinem Tor kommt, beispielsweise bei Gegenstößen oder Würfen von den Außenpositionen.

Ausführung eines Hebers
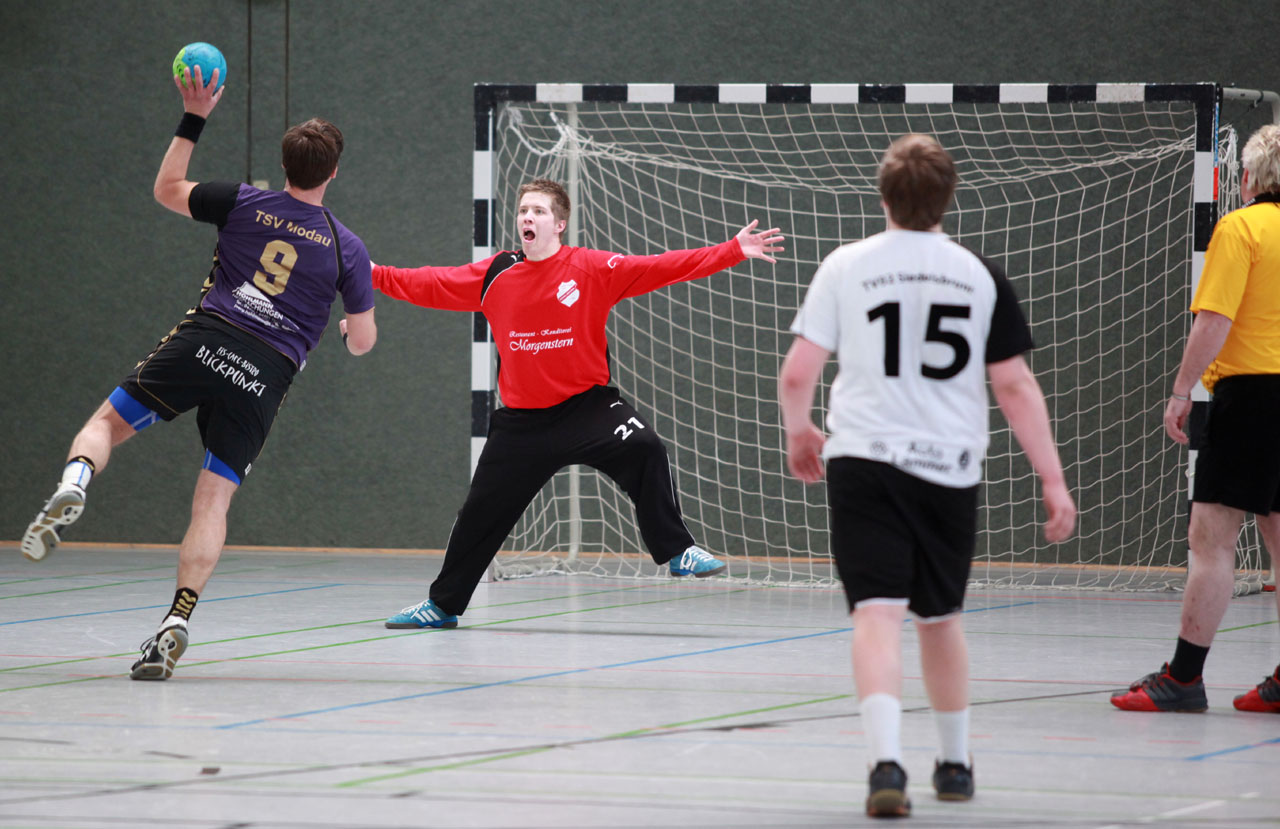
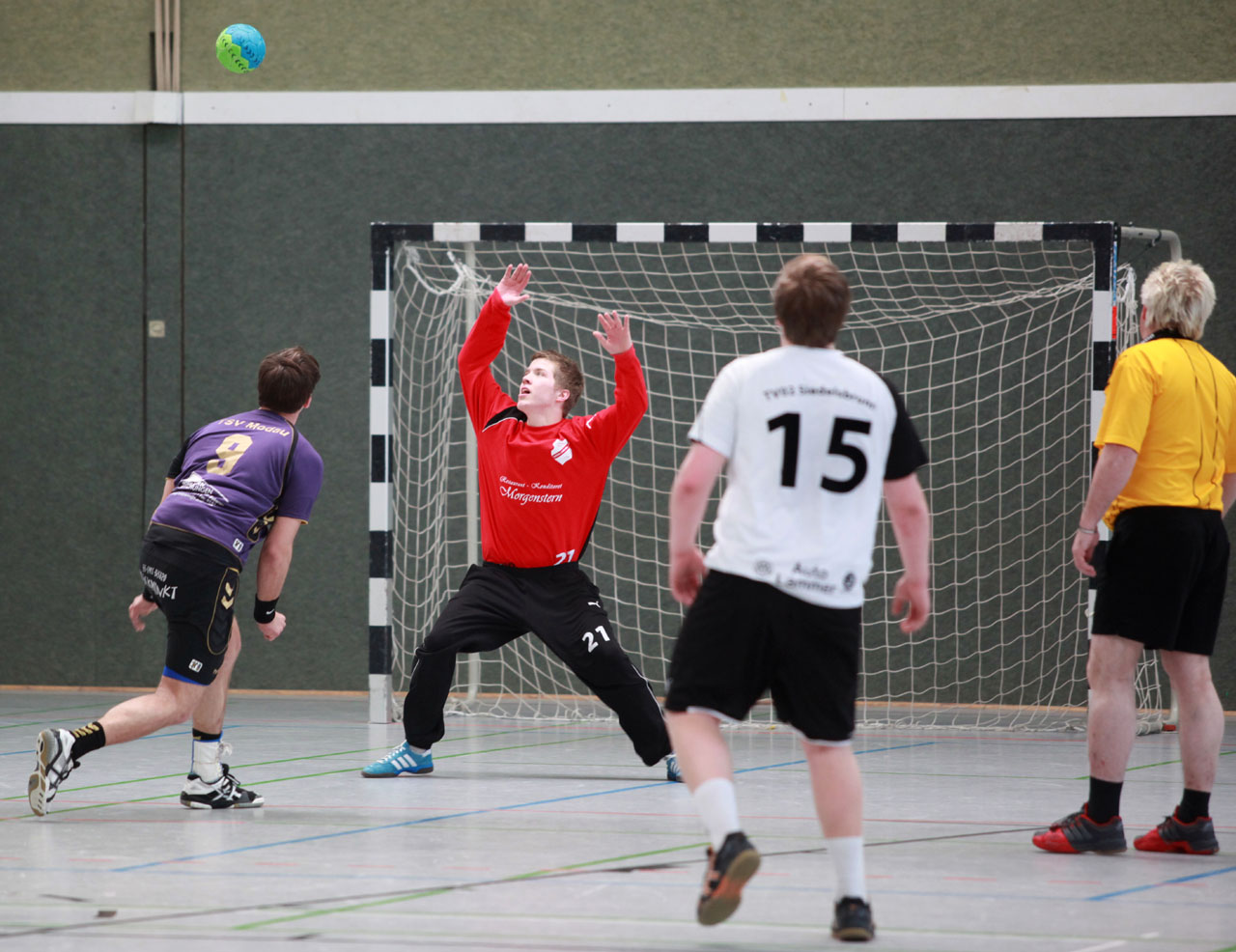
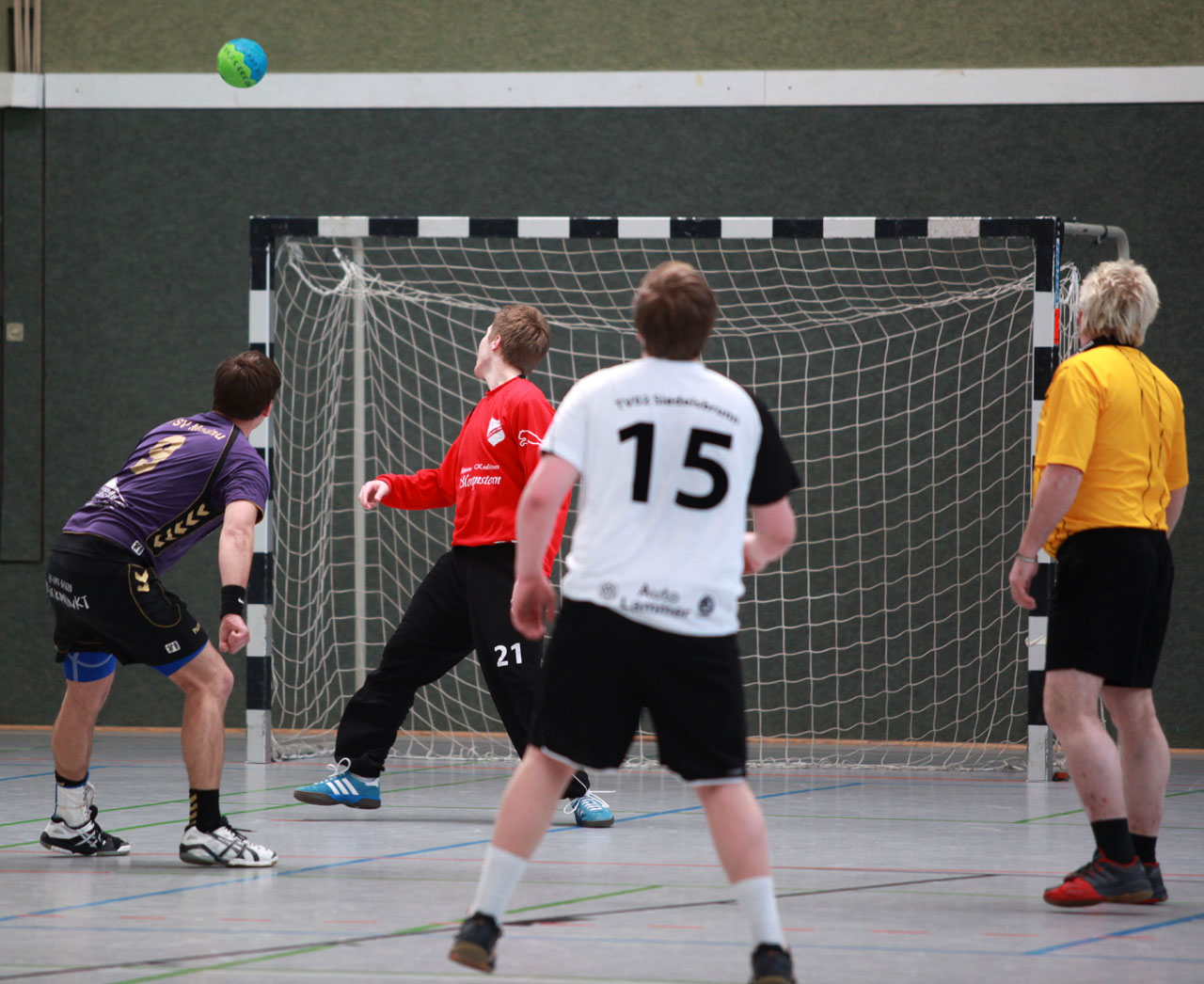
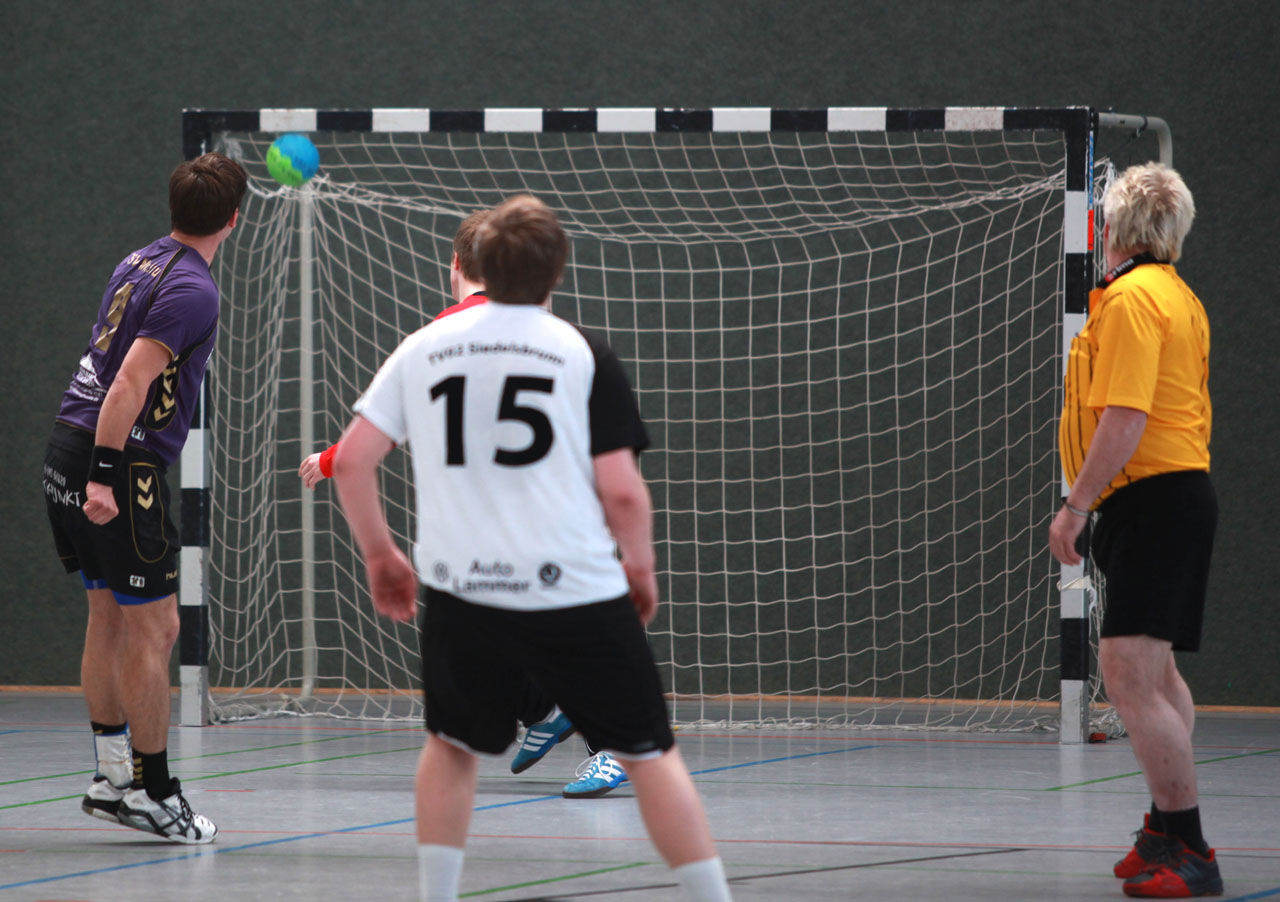

- Leger: Hierbei wirft der Spieler nicht auf dem höchsten Punkt des Sprunges, sondern wartet, bis er wieder im Sinken ist, und wirft den Ball dann sanft über den Kopf des Torwarts.
- Abknickwurf: Der Ablauf ist ähnlich wie beim Schlagwurf, wobei der Spieler beim Wurf zur Wurfarmgegenseite abknickt, um am gegnerischen Block vorbei zu werfen.
- Luftdreher („Airdreher“): Der Spieler gibt dem Ball einen Drall, so dass er im  Flug eine leichte Kurve um den Torwart herum ins Tor beschreibt. Dieser Wurf ist sehr schwer auszuführen und wird meist von den Außenspielern angewendet.